# Team Visma-Lease a Bike (vrouwenwielerploeg)
Team Visma | Lease a Bike is een Nederlandse vrouwenwielerploeg die vanaf 2021 deel uitmaakt van het peloton, de eerste drie jaar onder de naam Team Jumbo-Visma.

## Rensters

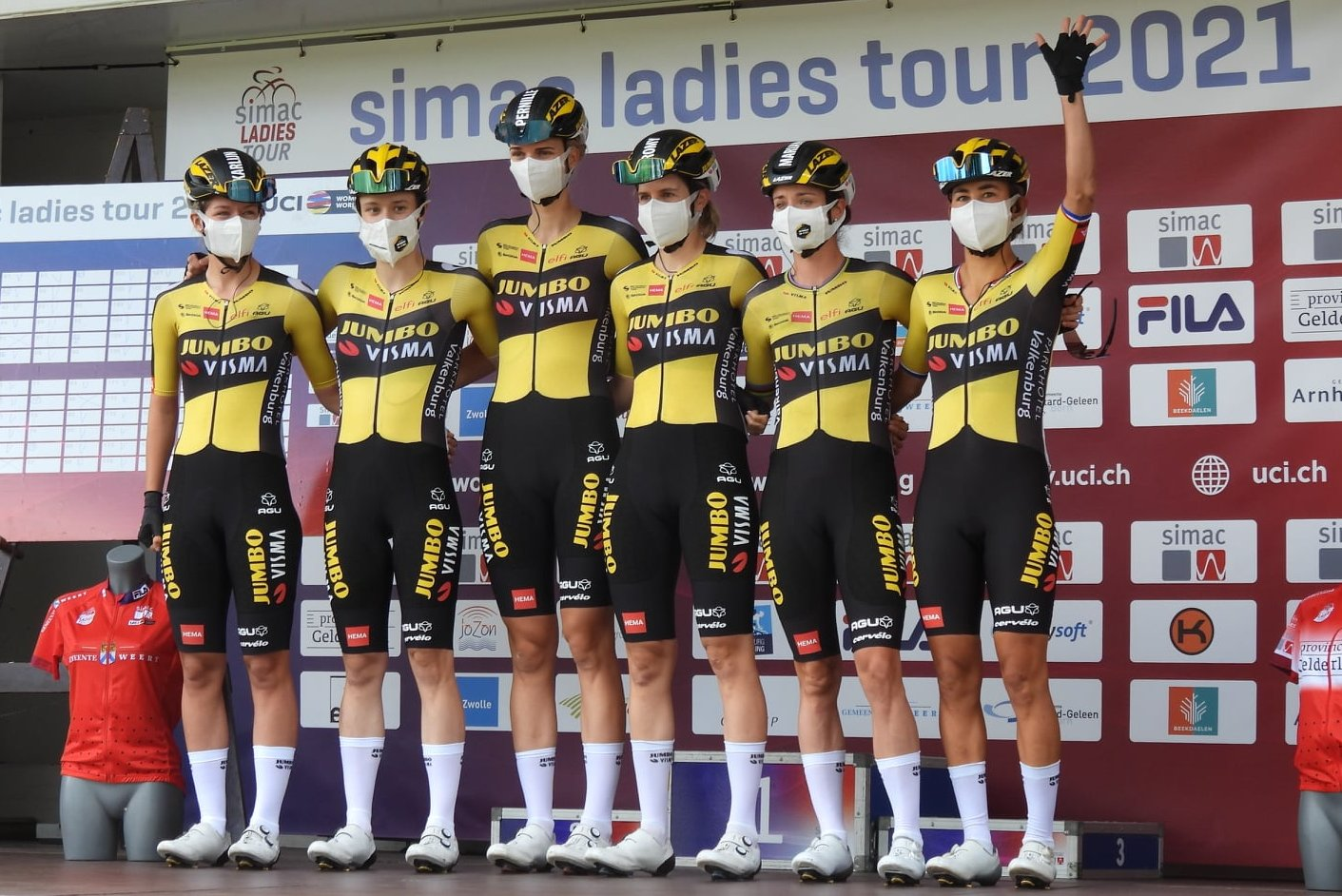
Het team in de Simac Ladies Tour 2021.

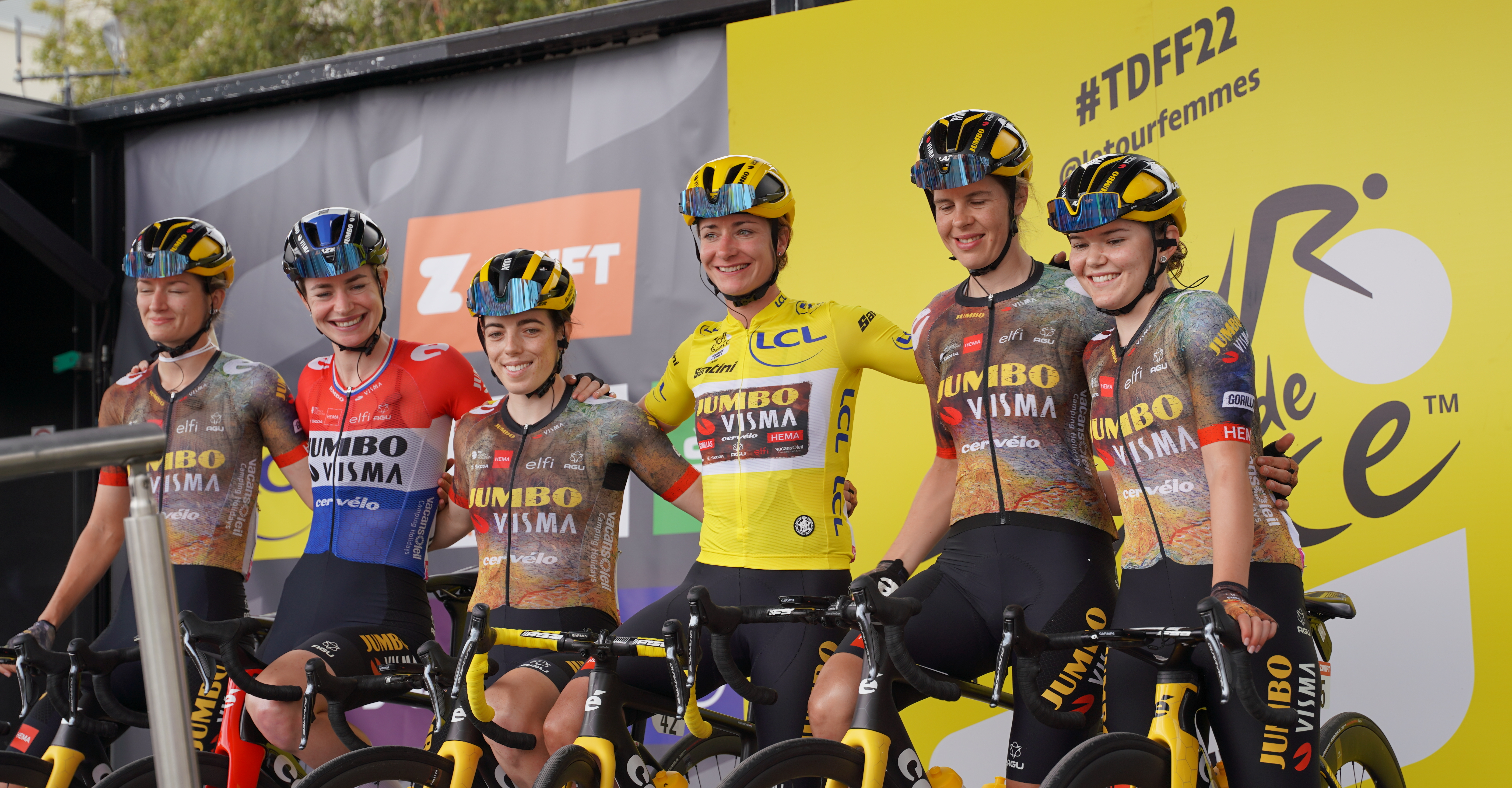
Tijdens de Tour de France Femmes 2022.

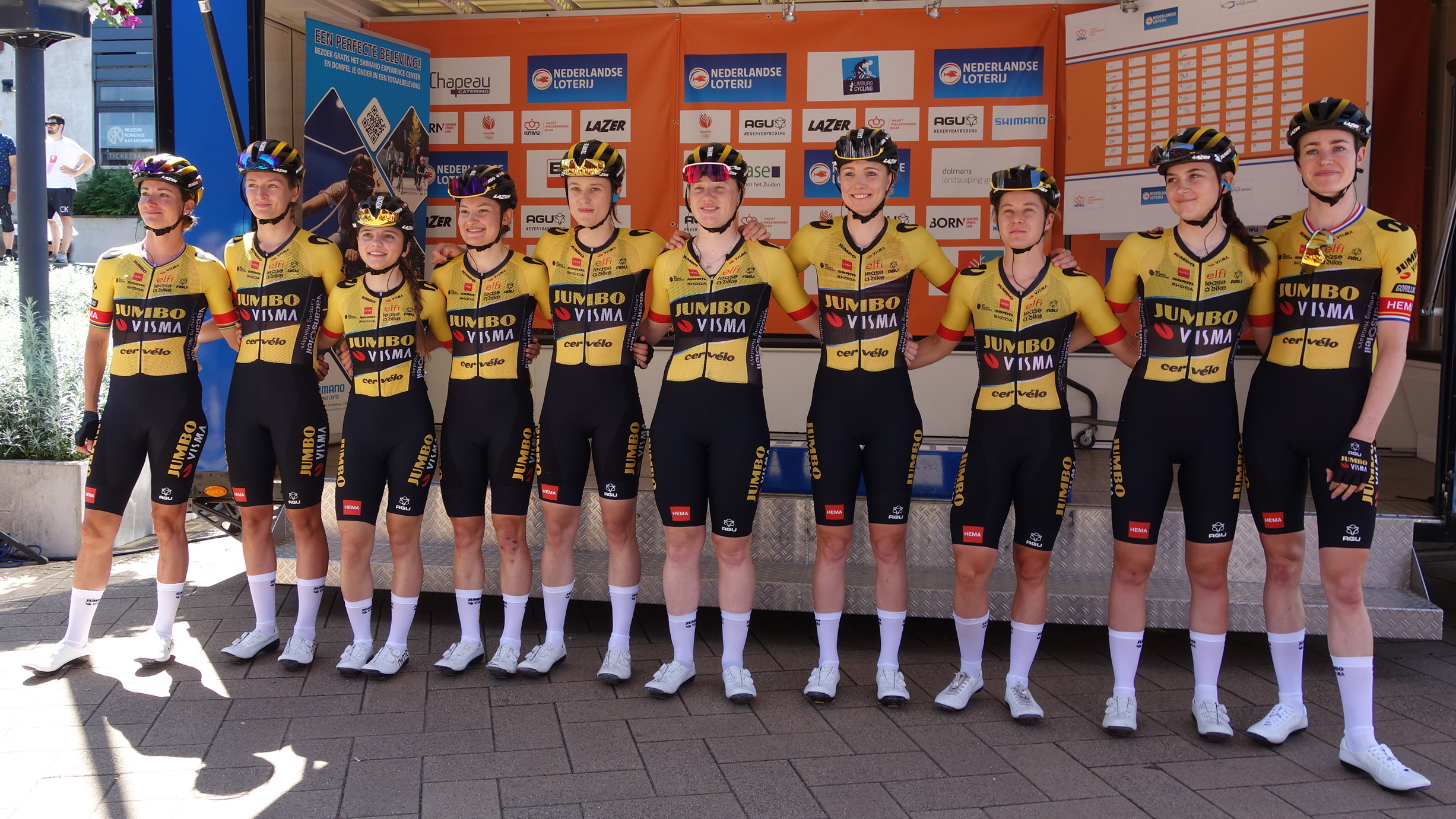
De ploeg bij het NK op de weg in 2023.

### Ploeg 2024
| Naam                          | Geboortedatum | Nationaliteit       | Ploeg 2023           |
| ----------------------------- | ------------- | ------------------- | -------------------- |
| Carlijn Achtereekte           | 29-01-1990    | Nederland           |                      |
| Eva van Agt                   | 18-03-1997    | Nederland           |                      |
| Sophie von Berswordt          | 21-05-1996    | Nederland           | -                    |
| Fem van Empel                 | 03-09-2002    | Nederland           |                      |
| Mijntje Geurts                | 25-10-2003    | Nederland           | Lotto Dstny Ladies   |
| Anna Henderson                | 14-11-1998    | Verenigd Koninkrijk |                      |
| Riejanne Markus               | 01-09-1994    | Nederland           |                      |
| Lieke Nooijen                 | 20-07-2001    | Nederland           | Parkhotel Valkenburg |
| Maud Oudeman                  | 29-09-2003    | Nederland           |                      |
| Rosita Reijnhout              | 08-04-2004    | Nederland           |                      |
| Linda Riedmann                | 23-03-2003    | Duitsland           |                      |
| Nienke Veenhoven              | 20-03-2004    | Nederland           |                      |
| Margaux Vigie                 | 21-07-1995    | Frankrijk           | Lifeplus Wahoo       |
| Marianne Vos                  | 13-05-1987    | Nederland           |                      |
| Femke de Vries (vanaf 4 juni) | 16-04-1994    | Nederland           | GT Krush Rebellease  |

## Belangrijkste overwinningen

### 2021
Gent-Wevelgem
Marianne Vos
Amstel Gold Race
Marianne Vos
Ronde van Italië
3e en 7e etappe: Marianne Vos

### 2022
Ronde van Italië
2e en 5e etappe: Marianne Vos
Ronde van Frankrijk
2e en 6e etappe: Marianne Vos

### 2023
Wereldkampioene veldrijden
Fem van Empel
Europees kampioene veldrijden
Fem van Empel
Ronde van Spanje
1e etappe, ploegentijdrit
3e en 4e etappe: Marianne Vos

### 2024
Wereldkampioene veldrijden
Fem van Empel
Amstel Gold Race
Marianne Vos
Ronde van Spanje
3e en 7e etappe: Marianne Vos
Mannen: 1984 · 1985 · 1986 · 1987 · 1988 · 1989 · 1990 · 1991 · 1992 · 1993 · 1994 · 1995 · 1996 · 1997 · 1998 · 1999 · 2000 · 2001 · 2002 · 2003 · 2004 · 2005 · 2006 · 2007 · 2008 · 2009 · 2010 · 2011 · 2012 · 2013 · 2014 · 2015 · 2016 · 2017 · 2018 · 2019 · 2020 · 2021 · 2022 · 2023 · 2024 · 2025
Lijst van alle renners
Vrouwen: 2021 · 2022 · 2023 · 2024 · 2025
Beekhuis · Henderson · Kasper · Koster · Markus · Mathiesen · Soet · Swinkels · Van de Velde · Van den Bos · Van der Burg · Vos
Achtereekte · Beekhuis · van den Bos · Henderson · Kasper · Koster · Kraak · Labecki · Markus · Riedmann · Rüegg · Soet · Swinkels · Vos
Achtereekte · van Agt · Beekhuis · Cadzow · van Empel · Henderson · Kraak · Labecki · Markus · Oudeman · Reijnhout · Riedmann · Rüegg · Swinkels · Veenhoven · Vos
Achtereekte · van Agt · von Berswordt · van Empel · Geurts · Henderson · Markus · Nooijen · Oudeman · Reijnhout · Riedmann · Veenhoven · Vigie · Vos · de Vries (vanaf 4/6) · Wolff (stage vanaf 7/9)
Achtereekte · van Agt · von Berswordt · Bunel · Chladoňová · van Empel · Ferrand-Prévot · Fidanza · Geurts · Nooijen · Oudeman · Reijnhout · Riedmann · Veenhoven · Vigié · Vos · de Vries · Wolff